# 섹스 앤 더 시티

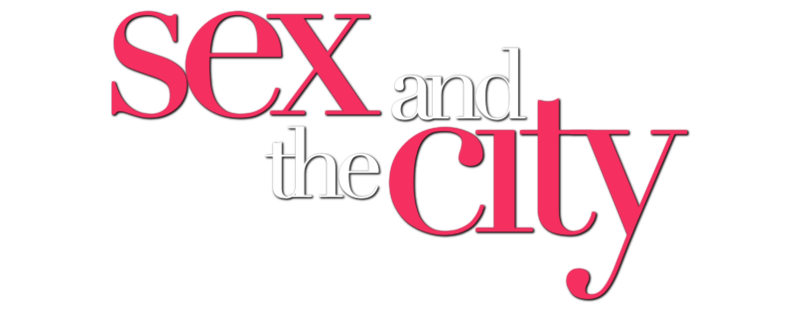
섹스 앤 더 시티

《섹스 앤 더 시티》(Sex and the City)는 미국 HBO에서 제작 및 방영한 텔레비전 드라마이다. 이 작품은 1998년부터 2004년까지 총 여섯 시즌으로 방영됐다.
뉴욕에서 직업을 갖추고 생활하는 30대 중반 3명과 40대 1명 이렇게 4명의 여성에 초점이 맞춰졌다. 변덕스러운 드라마/코미디가 다수의 지속하는 이야기 선들을 가졌었고 예를 들어 성병, 안전한 섹스, 다양한 파트너들, 난교와 같은 사회적으로 관련있는 이슈들을 다뤘었다. 특히 1990년대 후반 대도시 전문직 여성의 삶을 고찰했다.

## 등장 인물
- 세라 제시카 파커
- 킴 커트랠
- 크리스틴 데이비스
- 신시아 닉슨

## 에피소드
| 시즌   | 방영횟수 | 첫 번째 방송일  | 마지막 방송일    |
| ------ | -------- | --------------- | ---------------- |
| 시즌 1 | 12       | 1998년 6월 6일  | 1998년 8월 23일  |
| 시즌 2 | 18       | 1999년 6월 6일  | 1999년 10월 3일  |
| 시즌 3 | 18       | 2000년 6월 4일  | 2000년 10월 15일 |
| 시즌 4 | 18       | 2001년 6월 3일  | 2002년 2월 10일  |
| 시즌 5 | 8        | 2002년 7월 21일 | 2002년 9월 8일   |
| 시즌 6 | 20       | 2003년 6월 22일 | 2004년 2월 22일  |

## 나라별 방송 현황
| 나라           | 방영 날짜                                                                  | 채널                                              |
| -------------- | -------------------------------------------------------------------------- | ------------------------------------------------- |
| USA            | 1998년 6월 6일 - 2004년 2월 22일 2004 - 현재                               | HBO Syndication TBS                               |
| 오스트레일리아 | 1999년 - 2004년 6월 2005년 - 2007년 2008년 1월 - 현재                      | Nine Network Syndication W. Channel Arena         |
| 영국           | 1999년 - 2004년 2004년 - 현재 2004년 - 2006년, 2008년 - 현재 2008년 - 현재 | Channel 4 Syndication Paramount Comedy 1 E4 Fiver |
| 폴란드         | Re-run. 2008년 9월 20일 2008년 - 현재                                      | HBO TVN Comedy Central                            |
| 터키           | 2000년 - 2004년 2006년 - 2008년 2008년 - 현재                              | Cine 5 ComedyMax MyMax                            |
| 대한민국       |                                                                            | On Style                                          |

## 같이 보기
- 섹스 앤 더 시티 (2008년)
- 섹스 앤 더 시티 2 (2010년)
- 앤 저스트 라이크 댓: 섹스 앤 더 시티 (2021년)